# Жук Сергій Йосипович
Сергі́й Йо́сипович Жу́к (нар. 8 червня 1969 — 14 червня 2018) — солдат Збройних сил України, учасник російсько-української війни.

## Життєпис
Народився 1969 року в місті Усть-Кулом (Республіка Комі, РРФСР; з 1989-го мешкав у селі Демки (Драбівський район, Черкаська область). До 2002 року працював помічником комбайнера, токарем та ковалем — у фермерському господарстві. З 2002 до 2015 рік — ковалем у гарячому цеху Київського метрополітену. Повернувся до села Демки, влаштувався охоронцем у фермерське господарство «Нива».
27 березня 2017 року вступив на військову службу за контрактом; солдат, стрілець-помічник гранатометника 1-го механізованого батальйону 92-ї бригади.
14 червня 2018-го загинув під вечір під час обстрілу з РПГ та БМП, відбиваючи атаку противника, який 2 бронегрупами намагався оточити позицію біля шахти «Бутівка» — між Авдіївкою та окупованим Спартаком.
17 червня 2018 року похований в селі Демки.
Без Сергія лишились мама, дружина, донька та онука.

## Нагороди та вшанування
- указом Президента України № 239/2018 від 23 серпня 2018 року «за особисту мужність і самовіддані дії, виявлені у захисті державного суверенітету та територіальної цілісності України, зразкового виконання військового обов'язку» — нагороджений орденом «За мужність» III ступеня (посмертно)[1]